# СМ-5-1
СМ-5-1 — советская корабельная универсальная спаренная артиллерийская установка, калибра 100 мм. Этими установками оснащались лёгкие крейсера советского ВМФ проектов 68К (5 единиц) и в варианте СМ-5-1 68-бис (14 единиц).

## Разработка и производство
Артустановка СМ-5-1 была разработана в ЦКБ-34, в течение 1943—1947 годов, специально для крейсеров проекта 68К. Опытный образец изготовили на заводе «Большевик» в 1947 году. Испытания проводились с 22 июля по 5 ноября 1948 года на Ржевском полигоне. Установка была официально принята на вооружение 11 мая 1949 года под наименованием СМ-5. Серийное производство велось с 1948 по 1955 годы на заводе «Большевик» в версиях СМ-5-1 и СМ-5-1с. Всего было изготовлено 150 установок.
На основании этого же орудия и боеприпаса в 1950-х проектировалась установка СМ-52. На вооружение не попала, серийно не производилась.

## Конструкция
Ствол орудия состоял из свободной трубы, кожуха, дульной гайки и упорного кольца. Оба ствола установки помещались в одной люльке. Затвор клиновой, заряжание ручное, имелся пневматический досылатель. Имелся механизм стабилизации качающейся части установки в горизонтальной плоскости, управление стабилизацией было автоматическим. Основной схемой стрельбы было централизованное управление огнём с помощью системы «Зенит-68бис А», получавшей данные от артиллерийской РЛС «Якорь». В случае необходимости установки СМ-5 могли вести огонь под местным управлением, с помощью оптических дальномеров и радиодальномеров «Штаг-Б».